# Alaskaspätta
Alaskaspätta (Pleuronectes quadrituberculatus) är en fiskart som beskrevs av Pallas, 1814. Alaskaspätta ingår i släktet Pleuronectes och familjen flundrefiskar. Inga underarter finns listade i Catalogue of Life.